# پولک‌خزندگان
پولک‌خزندگان (نام علمی: Lepidosauria) نام یک بالاراسته از پولک‌خزنده‌ریختان است.